# Samtiden (tidskrift)
Samtiden är en norsk tidskrift för politik, litteratur och samhällsfrågor, grundad i Bergen 1890 av Jørgen Brunchorst och Gerhard Gran. Gran var ensam redaktör från 1892 till sin död 1925, och när han 1900 blev professor vid Universitetet i Oslo flyttades tidskriftens kontor dit. 1925 tog Jacob S. Worm-Müller över, och han satt som redaktör fram till sin död 1963, med undantag för krigsåren; Andreas Hofgaard Winsnes redigerade tidskriften 1940–1942.

## Redaktörer
- 1890–1925: Gerhard Gran
- 1925–1963: Jacob S. Worm-Müller
- 1940–1942: Andreas Hofgaard Winsnes
- 1963–1969: John Sanness
- 1969–1979: Torkel Opsahl
- 1979–1988: redaktionskommitté med bland andra Helge Rønning och Mariken Vaa
- 1989–1993: Trond Berg Eriksen
- 1993–2001: Thomas Hylland Eriksen
- 2001–2006: Knut Olav Åmås
- 2006–: Cathrine Sandnes